# Район Носірі Хусрава
Район Носірі́ Хусра́ва (тадж. Ноҳияи Носири Хусрав) — адміністративна одиниця другого порядку в складі Хатлонської області Таджикистану. Центр — селище міського типу Бахор.

## Географія
Район розташований у долині річки Кофарніхону, біля підніжжя хребта Туюнтау. На півночі і сході межує зі Шахрітуським районом, на заході має кордон з Узбекистаном, а на півдні — з Афганістаном.

## Адміністративний поділ
Адміністративно район поділяється на 3 джамоати:
| Джамоат                | Населення, осіб (2017) | Центр         |
| ---------------------- | ---------------------- | ------------- |
| Істіклольський джамоат | 10075                  | село Істіклол |
| Наврузький джамоат     | 13584                  | село Бешкаппа |
| Фірузійський джамоат   | 11821                  | смт Бахор     |

## Найбільші населені пункти
| № | Населений пункт | Населення, осіб (2017) |
| - | --------------- | ---------------------- |
| 1 | Сангоба         | 6415                   |
| 2 | Бешкаппа        | 5000                   |
| 3 | Бахор           | 4363                   |

## Історія
Район був утворений 2 лютого 1996 року як Бешкентський. 2004 року район був перейменований в сучасну на честь таджицького письменника Насіра Хосрова.